# Ignazio Vincenzo Senese
Ignazio Vincenzo Senese (Sora, 21 dicembre 1918 – Sora, 14 marzo 2014) è stato un politico italiano.

## Biografia
Democristiano, fortemente legato alla figura di Giulio Andreotti, è stato sindaco di Sora dal febbraio 1965 al 1968. Fu eletto per quattro legislature consecutive al Senato della Repubblica.
Nella V legislatura fu impegnato nelle commissioni permanenti "Finanze e tesoro" (dal 15 luglio 1968 al 12 dicembre 1968), "Lavoro, emigrazione e previdenza sociale" (dal 5 luglio 1968 al 27 ottobre 1970) e "Igiene e sanità" (dal 28 ottobre 1970 al 24 maggio 1972). Nella VI legislatura fu impegnato nelle commissioni "Lavoro e previdenza sociale" (dal 13 dicembre 1974 al 4 luglio 1976) e "Igiene e sanità" (dal 4 luglio 1972 al 12 dicembre 1974). Nella VII nella commissione "Difesa" (dal 27 luglio 1976 al 19 giugno 1979) e nella VIII di nuovo nella commissione "Igiene e sanità" (dall'11 luglio 1979 all'11 luglio 1983).
È stato sottosegretario di Stato al commercio estero nei governi Moro IV e Moro V e sottosegretario alla Presidenza del Consiglio dei ministri (interventi nel Mezzogiorno) nei governi Andreotti III e Andreotti IV.